# Scarlino
Scarlino è un comune italiano di 3 713 abitanti della provincia di Grosseto in Toscana.

## Geografia fisica

### Territorio
Il territorio comunale si estende su una superficie di poco inferiore ai 90 km² dalle pendici nord-occidentali di Poggio Ballone fino alla fascia costiera alta e frastagliata del promontorio delle Bandite di Scarlino, area protetta all'interno della quale spiccano le suggestive Cala Violina e Cala Martina. A nord del promontorio, si trova il Porto del Puntone, nel cuore dell'omonima frazione balneare. Il territorio comunale confina a nord-ovest con il comune di Follonica, a nord con il comune di Massa Marittima, a est con il comune di Gavorrano, a sud con il comune di Castiglione della Pescaia, mentre a ovest è bagnato dal Mar Tirreno affacciandosi nella parte orientale del Golfo di Follonica.
A livello di altitudine, il territorio si estende dal livello del mare fino ai 559 metri s.l.m. del Monte d'Alma, una delle pendici settentrionali del massiccio collinare di Poggio Ballone. Il centro di Scarlino è situato a 229 metri s.l.m.
- Classificazione sismica: zona 4 (sismicità molto bassa), Ordinanza PCM 3274 del 20/03/2003

### Clima
Lungo il litorale, il clima è di tipo mediterraneo, le cui caratteristiche tendono gradualmente ad attenuarsi sia con l'altitudine collinare che procedendo verso l'entroterra.
I 1840 gradi giorno registrati nel centro di Scarlino includono l'intero territorio comunale in zona D, che consente l'accensione degli impianti di riscaldamento per un massimo di 12 ore giornaliere nel periodo 1º novembre-15 aprile.
In base ai dati medi disponibili per il trentennio 1951-1980 per l'unica stazione meteorologica situata all'interno del territorio comunale e di seguito riportati nella tabella, la temperatura media annua si aggira sui +14,7 °C ai 229 metri s.l.m. del centro di Scarlino, mentre le precipitazioni medie annue risultano relativamente contenute facendo registrare 766 mm nella medesima località, mentre lungo il tratto costiero i valori sono ulteriormente inferiori.
| Località | altitudine       | temperatura media annua | precipitazioni medie annue | media di riferimento |
| -------- | ---------------- | ----------------------- | -------------------------- | -------------------- |
| Scarlino | 229 metri s.l.m. | 14,7 °C                 | 766 mm                     | 1951-1980            |

- Classificazione climatica: zona D, 1840 GG
- Diffusività atmosferica: alta, Ibimet CNR 2002

## Storia
Pare che il territorio di Scarlino fosse già abitato in epoca preistorica: ciò è testimoniato da ritrovamenti nei pressi della Rocca Pisana databili all'età del Bronzo. Altri ritrovamenti di età ellenistica (IV-II secolo a.C.) sono a riprova che esistevano già degli insediamenti anteriori allo sviluppo del borgo altomedievale, mentre il rinvenimento lungo la costa (Puntone, Portiglioni) di edifici e di un porto di epoca romana conferma la presenza di vivaci attività di commercio già prima del Medioevo.
La prima menzione di Scarlino è in un documento datato 973 dove viene nominato un certo Lamberto Aldobrandeschi. Dominio dei conti Aldobrandeschi fino al XII secolo, fatta eccezione per alcune parentesi in cui passò sotto i vescovi di Roselle e sotto gli Alberti, il nucleo centrale del borgo venne acquistato nel 1227 dal Comune di Pisa a Ranieri di Tinacci e ad Ildebrandino detto il Conte Rosso. Pisa modificò sostanzialmente la rocca degli Aldobrandeschi e completò la cinta muraria unendo dentro un'unica fortificazione i terzieri di Sopra, di Mezzo e di Sotto. Il dominio pisano continuò fino al 1399, anno in cui Scarlino passò agli Appiani, i quali costituirono il piccolo Stato di Piombino.
Scarlino rimase sotto Piombino fino al 1815, seppure si segnalano alcuni tentativi di appropriazione da parte dei Medici e di Siena, mai andati a buon fine, e passò così al Granducato di Toscana. Nel 1834, tuttavia, il comune di Scarlino fu declassato a frazione e accorpato a Gavorrano. Partecipò attivamente ai moti risorgimentali e si ricorda il soggiorno di Giuseppe Garibaldi presso la residenza di Angiolo Guelfi, nelle vicinanze di Scarlino Scalo, nell'estate del 1849, con la conseguente fuga del condottiero nizzardo da Cala Martina alla volta di Portovenere il 2 settembre dello stesso anno. Nel 1960 il comune si staccò da Gavorrano, ritornando nuovamente autonomo. Con la costruzione del porto turistico del Puntone e la valorizzazione del borgo antico medievale, Scarlino si presenta oggi come un vivace centro abitato che vede nel turismo la principale risorsa.

### Simboli
Lo stemma e il gonfalone di Scarlino sono stati concessi con DPR del 13 luglio 1974.
Lo stemma di Scarlino è costituito da uno scudo sannitico di color azzurro su cui è presente una stella dorata sormontata da una stella minore e circondata da altre otto stelle più piccole. Lo stemma ha la seguente blasonatura ufficiale: «d'azzurro, ad una stella accostata da 8 stelle poste fra le sue punte e sormontate da una nona stella di grandezza intermedia. Il tutto d'oro, entro una linea chiusa, composta da nove archi, pure d'oro».
La blasonatura del gonfalone è invece la seguente: «Troncato di giallo e d'azzurro, riccamente ornato di ricami d'argento e caricato dello stemma sopra descritto con la iscrizione centrata in argento "Comune di Scarlino"».

## Monumenti e luoghi d'interesse

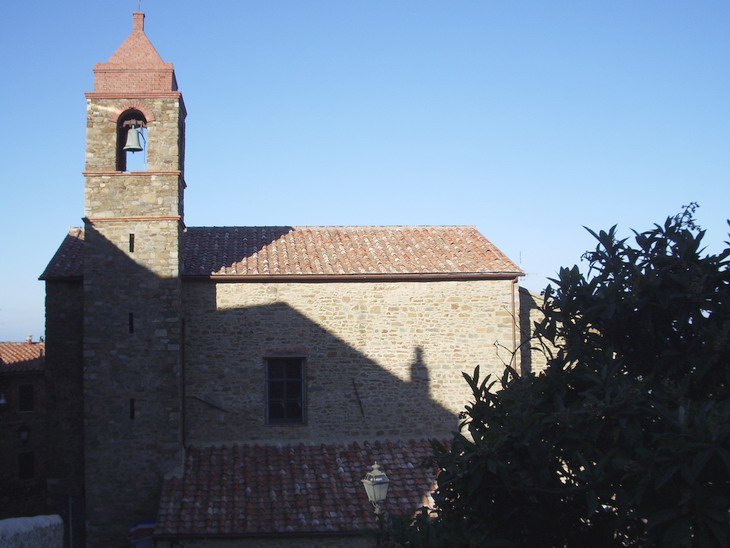
La chiesa di San Martino

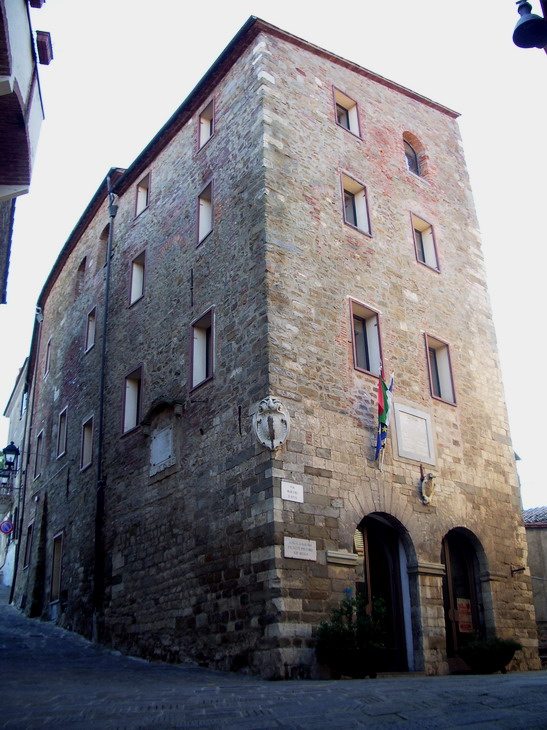
Il Palazzo Comunale, ex Palazzo Pretorio

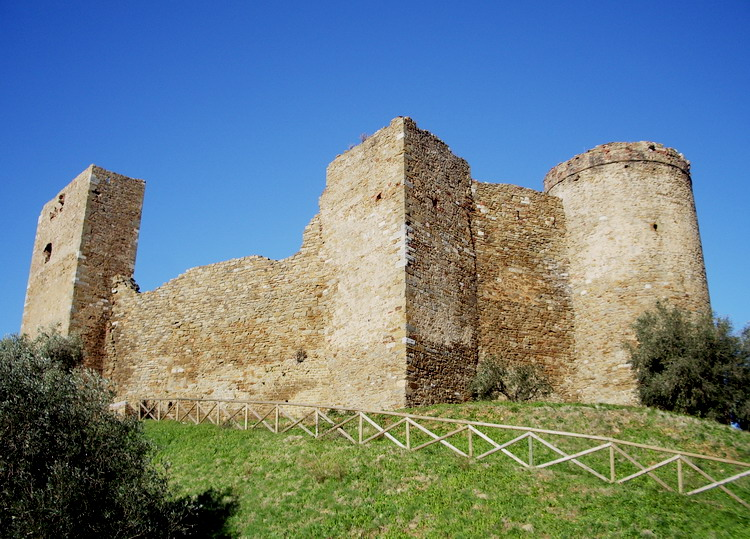
La Rocca aldobrandesca

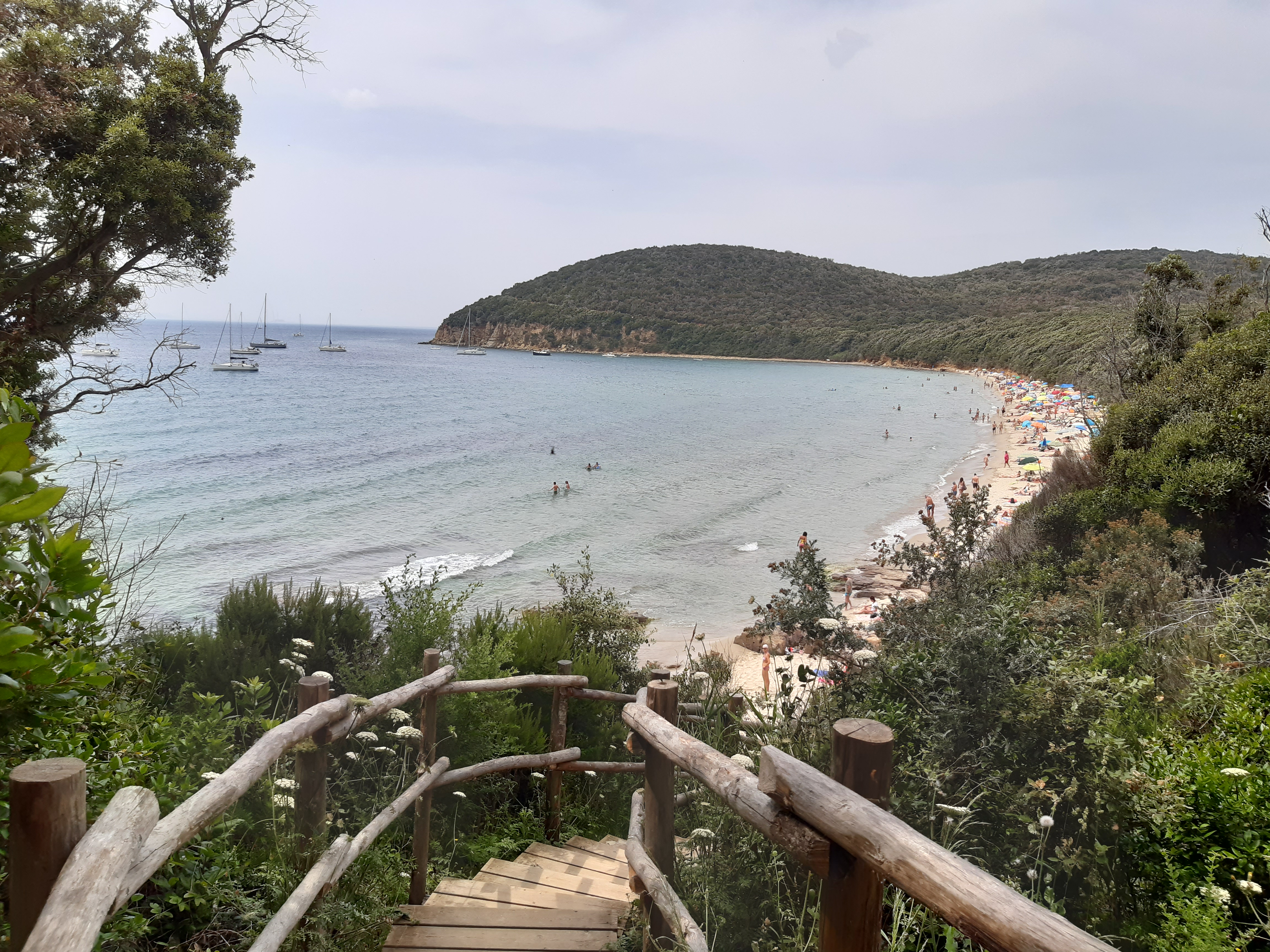
Cala Violina

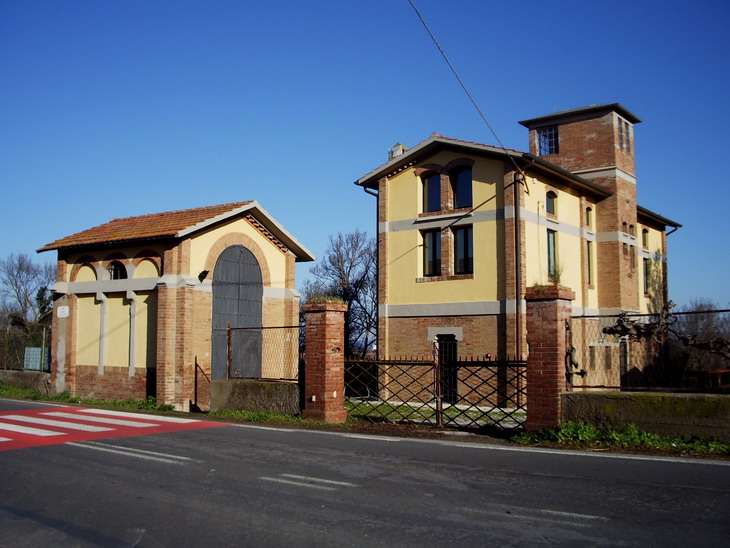
Il casello idraulico del Puntone di Scarlino

### Architetture religiose

#### Chiese parrocchiali
- Chiesa e convento di San Donato, attuale sede della storica parrocchia di San Martino, già citati in un documento del 1188 come dimora degli Agostiniani, non se ne hanno più notizie nel periodo di tempo tra il XV e il XVII secolo. Due lapidi poste all'esterno della chiesa testimoniano lavori di ristrutturazione ed ampliamento nel 1677 e nel 1716, mentre una radicale modifica degli interni e del campanile è avvenuta nel 1929; ulteriori restauri sono stati effettuati nel 1984. La chiesa si presenta in stile romanico pisano a croce latina, con facciata a capanna e rosone strombato. All'interno si conservano opere pittoriche del XV secolo come due affreschi raffiguranti il primo santa Lucia e sant'Agostino ed il secondo la Madonna con Bambino in trono, mentre il monumento sepolcrale in marmo fu realizzato dallo scultore Andrea Guardi per Vanni ed Emanuele Appiani, morti nel 1447; tra le altre numerose opere si segnalano una tela del Cristo risorto del 1640 ed il "Volto santo" tra san Rocco e san Gerolamo adorato da due confratelli inginocchiati, risalente agli inizi del XVI secolo e di ispirazione nordica per la raffigurazione di Gesù in croce.[7] La parrocchia di San Martino in San Donato conta circa 1 100 abitanti.[8]
- Chiesa della Madonna delle Grazie, moderna chiesa parrocchiale di Scarlino Scalo, è stata inaugurata e consacrata il 13 maggio 1984, con parrocchia già istituita nel 1976.[9]. La parrocchia della Madonna delle Grazie conta circa 1 350 abitanti.[10]

#### Chiese minori
- Chiesa di San Martino, vecchia chiesa parrocchiale di Scarlino, già attestata dal XIII secolo, fu interamente ricostruita nel 1759 per volere della principessa Eleonora Appiani con l'impianto visibile ancora oggi. Ulteriori ampliamenti e ristrutturazioni furono realizzati nel 1765, nel 1793 e, dopo aver perso di importanza nel corso dell'Ottocento, ancora nel 1942 e nel 1966. Ulteriori lavori di restauro sono attualmente in corso. Si presenta con la tipica facciata a capanna e contiene all'interno opere come un'ottocentesca Madonna con Bambino e angeli e un San Michele arcangelo, sant'Andrea apostolo e Madonna con Bambino in gloria del XVI secolo.[11]
- Chiesa della Madonna delle Grazie, citata già nel 1591 come piccola cappella, sembra essere stata ampliata e trasformata tra il 1667 e il 1668. Sconsacrata nel 1968, è stata successivamente adibita a falegnameria e poi maglieria dal 1982. Oggi è una abitazione privata.[12]
- Oratorio di Santa Croce, situato in via della Rocca, risale al XIII secolo e venne fatto costruire dai conti Pannocchieschi. Divenuto proprietà della Confraternita di Santa Croce nel XVII secolo, fu trasformato in fienile alla fine del Settecento e divenne residenza privata. Oggi conosciuto come Casa Novelli, è un'abitazione privata non visitabile e conserva al suo interno affreschi del XV secolo attribuiti al pittore senese Nanni di Pietro, fratello del Vecchietta.[13]
- Oratorio della Madonna di Pié di Poggio, risalente al XIII secolo, era luogo di sosta lungo la tortuosa strada che scendeva dal borgo verso la piana sottostante. Ceduto nel 1669 al convento di San Donato, nei secoli successivi cadde in rovina e venne lentamente abbandonato e nel 1923 viene disposto che fosse sconsacrata e trasformata in podere. Recentemente restaurata, è oggi adibita a struttura alberghiera.[14]
- Oratorio della Madonna del Soccorso, noto con il nome di Madonna del Giglio per la presenza dell'omonimo affresco, è stato costruito fuori le mura nel corso del XV secolo, nei pressi dell'antica salnitreria o polveriera di Scarlino. Il luogo di culto rimase consacrato fino al 1829, anno in cui fu decisa la costruzione di una civile abitazione al di sopra di esso. Alcuni lavori di restauro sono stati effettuati tra il 1985 e il 1995.[15]
- Pieve di Santa Maria, antichissima chiesa altomedievale, la più antica di Scarlino (IX-X secolo), sorgeva presso la rocca fortificata nel primo insediamento del paese. Nel corso del XV secolo fu ricostruita ed ampliata, ma già nel XVII secolo appare abbandonata e trasformata in cappella per la guarnigione con il titolo di Sant'Andrea, prima di cadere definitivamente in rovina. L'impianto base, a pianta rettangolare con navata unica ed abside semicircolare, è stato riportato alla luce durante campagne di scavi portate avanti tra il 1979 e il 1983 dall'archeologo medievalista Riccardo Francovich: in una nicchia della struttura è stato rinvenuto un tesoro di cento monete d'oro, qui nascosto nel XV secolo e oggi esposto al centro di documentazione del territorio.[16]
- Chiesa di Sant'Andrea di Lodena, antico edificio di culto già attestato in un documento del 1188 ed in seguito trasformato in stalla e porcile. I ruderi, situati in località Podere La Croce, sono in totale stato di abbandono.[17]
- Chiesa della Madonna del Rosario, chiesa realizzata negli anni cinquanta del XX secolo nella località di Pian d'Alma, è unita in parrocchia con la chiesa della Consolata di Punta Ala.[18]
- Cappella del Puntone, piccolo edificio di culto a servizio della frazione del Puntone, dipendente dalla chiesa di San Martino, di scarso valore artistico-architettonico.[19]

#### Abbazie, conventi e santuari
- Convento della Madonna degli Angeli, costruito nel 1585 nei pressi di Porta Senese per volere di Isabella Mendoza, moglie di Vincenzo Appiani, signore di Piombino, fu assegnato agli Agostiniani del convento di San Donato nel 1591. Nel XVIII secolo cadde in rovina e nel corso dell'Ottocento finì del tutto abbandonato. Attualmente sono in corso lavori di restauro conservativo e recupero della struttura iniziati nel 2008.[20]
- Canonica di San Michele, antica pieve scarlinese, databile tra il XII e XIII secolo, è situata nella piana lungo la strada provinciale del Puntone. Probabilmente distrutta durante le incursioni saracene del XV secolo, si presenta sotto forma di ruderi: sono visibili i resti dell'abside semicircolare e della base del campanile; la muratura a fasce orizzontali bianche e verdi è indice dell'influenza pisana.[21]
- Monastero di Santa Maria di Monte di Muro, situato nella boscaglia sulle colline a sud del borgo a 344 metri d'altitudine, è già attestato fin dai primi anni del XIV secolo come rifugio degli eretici Fraticelli dell'Opinione. Nel XV secolo ospitò i beati Tommaso di Firenze e Antonio da Stroncone. Vi dimorò anche Ladislao d'Ungheria. Tra il 1529 e il 1565 fu assalito e depredato a più riprese dai corsari turchi. Dopo le soppressioni napoleoniche del 1809 fu trasformato in casa colonica ed in seguito totalmente abbandonato. Oggi ne sono visibili i ruderi, che consentono di individuare l'impianto quattrocentesco del convento e della chiesa a navata unica.[22]
- Romitorio della Crocina, antica chiesa altomedievale, in un documento dell'XI secolo è ricordata come sede degli Agostiniani prima del trasferimento presso il convento di San Donato. Nel 1594 doveva essere già abbandonata, in quanto venne amministrativamente divisa in due dal confine tra i comuni di Gavorrano e Scarlino, come ricordato in un documento del 1788. I ruderi sono visibili lungo la strada vicinale dei Biagioni.[23]

#### Edifici sacri scomparsi
- Pieve di San Giovanni ad Alma: scomparsa.
- Chiesa di San Supero a Portiglione: scomparsa.

### Architetture civili

#### Palazzi
- Palazzo Comunale, sede del municipio, è citato già in un atto di vendita del 1276 da parte di Ranieri di Tinacci al Comune di Pisa. Nel XVII fu ristrutturato e venne aggiunta la torre civica con orologio e campana, poi demolita nel 1950. Restaurato tra il 1985 e il 1989, sulla facciata sono visibili gli stemmi del Comune di Scarlino, quello della famiglia Appiani, una lapide in memoria del generale Carlo Citerni e un'altra posta nel 1890 in ricordo di Giuseppe Mazzini.[13][24]
- Palazzo del Conte, attestato nel XIII secolo come dimora di Ildebrandino XI Aldobrandeschi, detto il Conte Rosso, è divenuto nei secoli successivi residenza degli Appiani. Nel 1671 viene acquistato dal capitano Francesco Franceschi, mentre nel 1822 risulta proprietà del Benefizio della Beata Vergine delle Grazie. Trasformato radicalmente tra il XVII e il XVIII secolo, ha subito dei restauri ottocenteschi. Recentemente restaurato (1985-1995), ospita oggi nei suoi fondi alcuni negozi, oltre che la sede di un'agenzia del Monte dei Paschi.[13][25]
- Casa dei Tinacci, situata di fronte al Palazzo Comunale, è citata in un atto di vendita al Comune di Pisa del 1276 come cella, magazzino ed abitazione di quindici "villici" al servizio di Ranieri di Tinacci. L'edificio fu parzialmente distrutto in una spedizione punitiva pisana in seguito alle ribellioni scarlinesi del 1274 e 1275. Nel XIX secolo era adibito a stalla, proprietà di Giuseppe Citerni, e ritornò alla sua funzione abitativa nel 1970, anno in cui fu rialzato di un piano.[26]
- Palazzo della Contessa Gualdrada, antica residenza fortificata della contessa nel XIII secolo, fu poi modificato e divenne canonica dell'attigua chiesa di San Martino. Nel 1802 venne ceduto a Benedetto Zenoni, gonfaloniere dal 1816, che lo trasformò nella propria abitazione privata.[27]
- Palazzo Barberini, situato in piazza Garibaldi, si tratta di un imponente palazzo di stampo ottocentesco, residenza della famiglia Barberini, che ha subito alcune ristrutturazioni nei primi del XX secolo, come si legge sull'arco del portone dove è riportata la data 1908.
- Palazzo Mariotti, già Palazzo Pina, situato tra piazza Garibaldi e via Citerni, è stato in epoca recente proprietà di Carlo Mariotti e fu donato al Comune nel 1983 affinché vi realizzasse la Biblioteca comunale.
- Palazzo Lapini, situato lungo via Citerni, è stato realizzato nel XVII secolo su un impianto medievale. Proprietà della famiglia Lapini nell'Ottocento, ne sono visibili gli stemmi gentilizi sulla facciata.[28]
- Palazzo della Croce Rossa, edificio dei primi del Novecento in stile neoclassico, è situato lungo viale IV Novembre ed ospita la sede della Croce Rossa Italiana.
- Caserma dei Carabinieri, imponente palazzo dei primi del Novecento in stile neoclassico, è situato lungo viale IV Novembre ed ospita la caserma dei Carabinieri. Sul lato destro è situata una lapide in ricordo degli scarlinesi che hanno perso la vita nella prima guerra mondiale.
- Palazzo Guelfi, imponente edificio ottocentesco che era di proprietà della famiglia Guelfi, è stato proclamato monumento nazionale italiano[29] poiché è stato rifugio di Giuseppe Garibaldi nell'estate del 1849. Aiutato da Angiolo Guelfi e, fra gli altri, dai fratelli Lapini, a fuggire dalle guardie pontificie, qui soggiornò ed infine fuggì a Portovenere imbarcandosi da Cala Martina.

#### Caselli idraulici
- Casello idraulico del Puntone, realizzato nel 1905 su progetto di Tommaso Lamberti, si presenta come una tipica costruzione che riflette l'eclettismo architettonico dei revival dei primi del Novecento. Dal 2009 ospita all'interno il Museo archeologico di Portus Scabris.[30] Interessante anche l'adiacente magazzino e la struttura del ponte a cateratte sul fiume Pecora.[31]
- Casello idraulico di Scarlino Scalo, costruito nel 1905, si presenta anch'esso come una tipica costruzione che riflette l'eclettismo architettonico dei revival dei primi del Novecento.[32]

#### Altri edifici civili
- Ospedale della Confraternita di Santa Maria, situato in via Citerni nei pressi di San Donato, è stato fondato nel 1272 ed è caratterizzato dalla tipica facciata a capanna con cui venivano realizzati gli ospedali medievali, a sembianza di chiesa. Alla fine del XVIII secolo risulta adibito a teatro, mentre nell'Ottocento divenne proprietà di Domenico Guelfi e trasformato in civile abitazione. Ha subito dei restauri nel dopoguerra.[20]
- Salnitreria di Scarlino, realizzata sul luogo di un antico ospedale duecentesco nella seconda metà del XVIII secolo per volere del principe Gaetano Boncompagni, fu acquistata nel 1821 da Elina Fournier. Oggi si presenta come civile abitazione.[33]
- Le Case, podere che ha dato il nome alla località in cui è ubicato, poco lontano da Scarlino Scalo, era già attestato nel 1540 come mulino, costruito da Filippo Appiano d'Aragona, ma assunse l'aspetto di un agglomerato di casali nel 1697 su volere di Andrea Citerni.[34]
- Il Pensatoio, abitazione privata, esempio di architettura contemporanea in Maremma, realizzata tra il 2003 e il 2006 dagli architetti Jan De Clercq e Camilla Curzio.[35]

### Architetture militari
- Mura di Scarlino, cinta muraria costruita a partire dall'XI secolo poco a valle della già esistente rocca degli Aldobrandeschi. Nel corso del XIV secolo furono effettuati lavori di ristrutturazione che interessarono sia la cerchia muraria che alcuni edifici del borgo. Ancora integra fino al XIX secolo, ne fu demolita la parte sud-occidentale nel 1950 per permettere la realizzazione di maggiore viabilità. Si distinguono due tipi di muratura: una in filaretto di arenaria, la più antica, e un'altra in arenaria e calcare locale detto "Sasso di Viviano". Lungo le mura esistevano due torri di avvistamento nei pressi della rocca, delle quali una sola è ancora visibile ma sotto forma di ruderi, e due bastioni anch'essi in rovina; si aprono inoltre tre porte: Porta a Mare, o Porta Pisana, Porta della Fonte, o Senese, e una terza porta aperta nel XIX secolo su volere di Elisa Baciocchi per collegare Scarlino con il Puntone.[36]
- Rocca Pisana, sorta come rocca degli Aldobrandeschi nel corso del X secolo e citata per la prima volta in un documento del 1108, fu ceduto nel XIV secolo ai Pisani, i quali lo ristrutturarono completamente. Quando la rocca passò nel XV secolo agli Appiani, questi realizzarono ulteriori ampliamenti. Tra il 1979 e il 1983, oltre ai lavori di restauro, sono state intraprese delle campagne di scavo che hanno permesso di riportare alla luce numerose strutture murarie, tra cui anche quelle identificabili con l'antica pieve di Santa Maria; oltre a ciò è stato possibile accertarsi della presenza di murature ellenistiche dei secoli IV-II a.C. e di insediamenti risalenti all'età del Bronzo, che testimoniano una frequentazione di questo luogo già dall'epoca preistorica.[37][38]
- Torre Civette, situata su di un'altura di Poggio Carpineta sopra all'omonima caletta sul mar Tirreno, risale al XVI secolo e svolgeva funzioni di avvistamento per il Principato di Piombino. Ha subito dei rifacimenti nel XVIII secolo ed è oggi trasformata in abitazione privata.

### Altro
- Fonti del Canalino, costruite nel XV secolo in occasione della visita di Iacopo Appiani, raccolgono le acque del Fosso della Fonte. Hanno subito importanti ristrutturazioni nel 1779 e nel 1819. Ne sono visibili i ruderi, recentemente restaurati.
- Fonte delle Cianelle, seconda fonte del borgo, realizzata nel 1829 quando le fonti del Canalino iniziavano ad essere desuete, si presenta nel tipico stile neoclassico dell'eclettismo ottocentesco. Attualmente non sono visitabili, in quanto trasformate in sala conferenze di una struttura agrituristica.
- Monumento a Giuseppe Garibaldi, busto marmoreo del celebre condottiero situato nell'omonima piazza del borgo di Scarlino, è un'opera dello scultore Vincenzo Pasquali. Il busto è posizionato sopra un basamento in travertino, sul quale sono scolpiti otto scudi: i quattro posti più in alto riportano i volti e i nomi di Olivo Pina, Oreste Fontani, Leopoldo Carmagnini e Giuseppe Ornani; i quattro in basso hanno inciso la data 1900, le scritte Roma e Montevideo, infine il volto e il nome di Angelo Guelfi.
- Monumento a Giuseppe Garibaldi, busto in bronzo situato a Cala Martina in ricordo della fuga del settembre del 1849.
- Monumento a Giuseppe Garibaldi, cippo in marmo posto il 2 settembre 2007 presso il porto turistico del Puntone dall'associazione "Il Risveglio di Cala Martina", a ricordo degli eventi dell'estate 1849.

### Siti archeologici
- Area archeologica della Rocca Pisana: all'esterno della rocca verso il centro abitato, sono ancora parzialmente visibili gli scavi condotti tra il 1979 ed il 1983 dal dipartimento di archeologia medievale dell'Università di Siena, con lacerti murari degli edifici distrutti alla fine del XIII per realizzare il rivellino, la zona antistante la rocca allora in corso di costruzione. Visibili nel percorso verso il centro abitato il perimetro dell'antica chiesa con i preesistenti resti alto-medievali ed i successivi riadattamenti di epoca romanica e rinascimentale. Servizio di visita guidata a pagamento su richiesta, servizio di ristoro.
- Parco archeologico di Poggio Tondo: nei pressi di Pian d'Alma, alcuni scavi condotti a partire dagli anni ottanta del XX secolo hanno permesso il ritrovamento di una necropoli con quattro tombe a tumulo (denominate tomba del Tamburo, tomba del Carro, tomba del Cippo e tomba delle Due Porte), databile dalla metà del VII alla metà del VI secolo a.C., oltre che un edificio isolato da identificarsi come fattoria, in uso fino alla fine del VI secolo a.C.[39]

### Aree naturali
- Riserva naturale Scarlino, area naturale protetta istituita nel 1977, occupa una superficie di circa 50 ettari sul crinale del Poggio Spedaletto, da cui si domina il golfo di Follonica.
- Padule e Costiere di Scarlino, area naturale protetta istituita nel 1976 e sito di interesse comunitario della provincia di Grosseto, occupa una vasta area di 752 ettari e comprende al suo interno parte delle cosiddette Bandite di Scarlino, grande area boschiva costiera che sfocia anche nei comuni di Gavorrano e Castiglione della Pescaia, e le calette che si affacciano sul mar Tirreno: la baia di Portiglioni, Cala di Terra Rossa, Cala Le Donne, Cala Martina, Cala Violina e Cala Civette.

## Società

### Evoluzione demografica
Abitanti censiti

### Distribuzione degli abitanti
| Frazioni             | Abitanti (2011) | Altitudine |
| -------------------- | --------------- | ---------- |
| Scarlino Scalo       | 1 582           | 12         |
| Puntone di Scarlino  | 503             | 4          |
| Scarlino (capoluogo) | 429             | 229        |
| Altre località       | 1 185           | -          |

### Etnie e minoranze straniere
Secondo i dati ISTAT al 31 dicembre 2010 la popolazione straniera residente era di 230 persone. Le nazionalità maggiormente rappresentate in base alla loro percentuale sul totale della popolazione residente erano:
- Romania, 64 - 1,72%
- Albania, 38 - 1,02%

### Tradizioni e folclore
- Le Carriere del 19, manifestazione tradizionale in costume che rievoca ogni 19 agosto i festeggiamenti per la fine dell'epidemia di colera del 1855. Le tre contrade del paese (Rocca, San Donato e Centro), dopo il consueto corteo per le vie del borgo, si sfidano nel tiro con l'arco e nella staffetta.

## Cultura

### Istruzione

#### Biblioteche
A Scarlino si trova la Biblioteca comunale Carlo Mariotti, inaugurata nel 1983 dopo una donazione effettuata dal Mariotti di una collezione antica e dei locali del palazzo all'inizio di via Citerni. La biblioteca contiene un patrimonio librario di circa 17 000 volumi. Una prima biblioteca era già stata fondata nel 1877 dalla Fratellanza Artigiana.

#### Musei
Il comune di Scarlino dispone di tre musei dedicati al territorio, tutti facenti parte della rete museale provinciale Musei di Maremma:
- Centro di documentazione del territorio Riccardo Francovich
- Centro di documentazione del territorio per gli Etruschi
- Museo archeologico di Portus Scabris, nella frazione del Puntone di Scarlino

##### Parco nazionale delle Colline Metallifere Grossetane
Il comune di Scarlino è inserito all'interno del Parco nazionale delle Colline Metallifere grossetane, insieme ai comuni di Follonica, Gavorrano, Massa Marittima, Monterotondo Marittimo, Montieri e Roccastrada. Le cosiddette “porte del parco”, punti di ingresso ideale all'interno del territorio, con centro d'accoglienza e info-point per l'organizzazione di itinerari o visite guidate, sono ubicate presso la Rocca Pisana e presso il Museo archeologico del Portus Scabris al Puntone.

### Cinema
- Emma sono io (2002): Puntone
- la cittadina viene citata nei titoli di coda di Othello (1995) di Oliver Parker.

## Geografia antropica

### Suddivisioni storiche
In epoca medievale il borgo di Scarlino era diviso in terzieri: terziere di Sopra, terziere di Mezzo e terziere di Sotto. Oggi per riferirsi alle suddivisioni del vecchio centro si usano invece le denominazioni contrada Rocca (colori azzurro e rosso), contrada Centro (colori azzurro e bianco) e contrada San Donato (colori giallo e nero).
Scarlino, data la sua posizione sul crinale del Monte Alma, non ha mai sviluppato un'area urbana, fatta eccezione per il quartiere Zona 167, realizzato negli anni ottanta, poco distante dal centro e considerato parte del capoluogo comunale.

### Frazioni
- Puntone di Scarlino, frazione balneare, già abitata nel periodo antico, possiede un porto turistico.
- Scarlino Scalo, la frazione più grande e importante del comune, con ben 1 230 abitanti. Sorge sulla via Aurelia e lungo la ferrovia Livorno-Grosseto-Roma.

### Altre località del territorio
Tra le altre località del territorio si ricordano la località rurale di Pian d'Alma, per metà situata nel comune di Castiglione della Pescaia, Portiglioni, i piccoli agglomerati dell'Imposto e Le Case, e l'area industriale del Casone.

## Economia

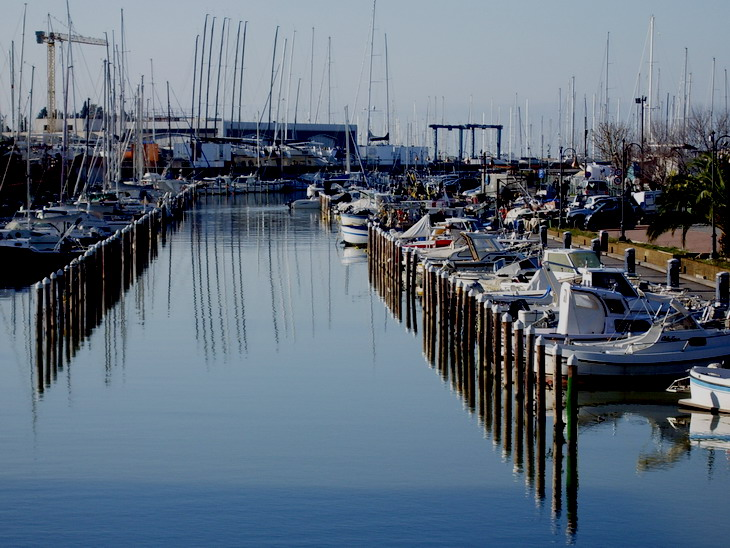
Il Porto del Puntone di Scarlino

Scarlino è sede di uno dei più rilevanti insediamenti industriali della provincia di Grosseto, il Casone, per la presenza, in particolare, di industrie chimiche. Ad esempio, tra le più importanti, citiamo la Nuova Solmine (ex Eni) che produce acido solforico e la Huntsman Tioxide che sintetizza biossido di titanio. Per la realizzazione del polo industriale è stata sacrificata una parte del cosiddetto padule di Scarlino, che costituiva una delle ultime tracce delle paludi caratterizzanti la Maremma. Successivamente al funzionamento nei decenni del polo industriale sono sorti problemi di impatto ambientale; specialmente inquinamento da arsenico, contenuto nelle ceneri di pirite stoccate in loco.
Il degrado ambientale che ne deriva fa di questa area della pianura di Scarlino una delle zone più inquinate della Toscana.
Dal 1996 è in funzione, sempre presso l'area industriale del Casone, il Cogeneratore, impianto di produzione di energia elettrica ottenuto recuperando i vecchi forni di arrostimento della pirite. L'impianto era stato concepito per il recupero energetico da rifiuti industriali. Dal 1996 al 2003 ha bruciato CDR e biomasse. Dal 2003 ha bruciato biomasse; attualmente è entrato nell'interesse dell'amministrazione provinciale per lo smaltimento del CDR.

## Turismo
Scarlino è anche bandiera gialla dei Comuni Ciclabili per il terzo anno consecutivo 

## Infrastrutture e trasporti

### Strade
- Variante Aurelia
- Strada statale 1 Via Aurelia

### Ferrovie
- Stazione di Scarlino
- Ferrovia Tirrenica

### Porti
- Porto del Puntone di Scarlino, moderno ormeggio turistico situato presso l'omonima località del Golfo di Follonica, a nord delle Bandite di Scarlino.

## Amministrazione
| Periodo        | Periodo        | Primo cittadino    | Partito        | Carica  | Note   |
| -------------- | -------------- | ------------------ | -------------- | ------- | ------ |
| 1960           | 1965           | Foscolo Agresti    | PSI            | Sindaco |        |
| 1965           | 1970           | Lelio Agresti      | centrosinistra | Sindaco |        |
| 1970           | 1975           | Flavio Agresti     | centrosinistra | Sindaco |        |
| 1975           | 1980           | Flavio Agresti     | centrosinistra | Sindaco |        |
| 1980           | 1985           | Fabio Fedeli       | centrosinistra | Sindaco |        |
| 1985           | 1990           | Fabio Fedeli       | centrosinistra | Sindaco |        |
| 1990           | 1995           | Alduvinca Meozzi   | centrosinistra | Sindaco |        |
| 23 aprile 1995 | 13 giugno 1999 | Alduvinca Meozzi   | PDS            | Sindaco | [ 48 ] |
| 13 giugno 1999 | 12 giugno 2004 | Alduvinca Meozzi   | PDS            | Sindaco |        |
| 13 giugno 2004 | 6 giugno 2009  | Maurizio Bizzarri  | centrosinistra | Sindaco |        |
| 7 giugno 2009  | 25 maggio 2014 | Maurizio Bizzarri  | centrosinistra | Sindaco |        |
| 26 maggio 2014 | 26 maggio 2019 | Marcello Stella    | centrosinistra | Sindaco |        |
| 27 maggio 2019 | in carica      | Francesca Travison | centrodestra   | Sindaco |        |

### Gemellaggi
- Groß-Bieberau (patto di amicizia)
- Gerolzhofen (patto di amicizia)

## Sport
La principale squadra di calcio del territorio comunale è la Scarlino calcio, militante nel campionato di prima categoria.